# Тан Хаочень
Тан Хаочень (нар. 21 лютого 1994) — колишня китайська тенісистка.
Найвищу одиночну позицію світового рейтингу — 371 місце досягла 15 грудня 2014, парну — 211 місце — 15 липня 2013 року.
Здобула 2 одиночні та 4 парні титули.

## Фінали ITF

### Одиночний розряд: 6 (2–4)
| Легенда          |
| ---------------- |
| турніри $100,000 |
| турніри $75,000  |
| турніри $50,000  |
| турніри $25,000  |
| турніри $15,000  |
| турніри $10,000  |

| Фінали за покриттям |
| ------------------- |
| Тверде (1–4)        |
| Ґрунт (1–0)         |
| Трава (0–0)         |
| Килим (0–0)         |

| Результат | Ранг | Дата            | Турнір             | Покриття | Суперниця    | Рахунок       |
| --------- | ---- | --------------- | ------------------ | -------- | ------------ | ------------- |
| Поразка   | 1.   | 21 грудня 2013  | ITF Гонконг, КНР   | Тверде   | Сюй Шилінь   | 1–6, 4–6      |
| Перемога  | 1.   | 23 березня 2014 | ITF Шеньчжень, КНР | Тверде   | Чжан Кайлінь | 6–3, 6–2      |
| Поразка   | 2.   | 8 березня 2015  | ITF Цзянмень, КНР  | Тверде   | Емма Флуд    | 6–7(7), 3–6   |
| Перемога  | 2.   | 26 червня 2016  | ITF Аньнін, КНР    | Ґрунт    | Лу Цзясі     | 6–3, 2–6, 6–3 |
| Поразка   | 3.   | 23 липня 2016   | ITF Гонконг        | Тверде   | Аяно Сімідзу | 6–1, 4–6, 0–6 |
| Поразка   | 3.   | 4 березня 2017  | ITF Нанкін, КНР    | Тверде   | Гао Сіню     | 4–6, 3–6      |

### Парний розряд: 9 (4–5)
| Легенда          |
| ---------------- |
| турніри $100,000 |
| турніри $75,000  |
| турніри $50,000  |
| турніри $25,000  |
| турніри $15,000  |
| турніри $10,000  |

| Фінали за покриттям |
| ------------------- |
| Тверде (4–4)        |
| Ґрунт (0–1)         |
| Трава (0–0)         |
| Килим (0–0)         |

| Результат | Ранг | Дата           | Турнір                  | Покриття   | Партнерка    | Суперниці                    | Рахунок             |
| --------- | ---- | -------------- | ----------------------- | ---------- | ------------ | ---------------------------- | ------------------- |
| Поразка   | 1.   | 18 лютого 2012 | ITF Анталія, Туреччина  | Ґрунт      | Лі Їхон      | Ян Чжаосюань Чжан Кайлінь    | 6–7(6), 7–5, [8–10] |
| Перемога  | 1.   | 4 січня 2013   | ITF Гонконг             | Тверде     | Тянь Жань    | Ходзумі Ері Мію Като         | 6–2, 6–1            |
| Поразка   | 2.   | 25 травня 2013 | ITF Таракан, Індонезія  | Тверде (i) | Тянь Жань    | Наомі Броді Теодора Мирчич   | 2–6, 6–1, [5–10]    |
| Поразка   | 3.   | 14 лютого 2014 | ITF Нонтхабурі, Таїланд | Тверде     | Тянь Жань    | Варатчая Вонгтінчай Чжан Лін | 6–2, 2–6, [10–12]   |
| Поразка   | 4.   | 2 січня 2015   | ITF Гонконг             | Тверде     | Є Цююй       | Мана Аюкава Ніномія Макото   | 6–7(4), 6–2, [7–10] |
| Перемога  | 2.   | 20 лютого 2015 | ITF Нью-Делі, Індія     | Тверде     | Ян Чжаосюань | Сюй Цзінвень Лі Бейцзі       | 7–5, 6–1            |
| Перемога  | 3.   | 6 березня 2015 | ITF Цзянмень, КНР       | Тверде     | Сюй Цзінвень | Цзян Сіньюй Тан Цяньхуей     | 6–4, 6–3            |
| Перемога  | 4.   | 13 серпня 2016 | ITF Naiman, КНР         | Тверде (i) | Чжан Юйкунь  | Сунь Сюйлю Сюнь Фан'їн       | 7–6(0), 4–6, [10–4] |
| Поразка   | 5.   | 24 лютого 2017 | ITF Нанкін, КНР         | Тверде     | Ґо Ханю      | Лі Їхон Чжан Їн              | 7–5, 3–6, [3–10]    |

## Юніорські фінали турнірів Великого шолома

### Дівчата, парний розряд
| Результат | Рік  | Турнір               | Покриття | Партнерка  | Суперниці             | Рахунок       |
| --------- | ---- | -------------------- | -------- | ---------- | --------------------- | ------------- |
| Поразка   | 2011 | Вімблдонський турнір | Трава    | Демі Схюрс | Ежені Бушар Грейс Мін | 7–5, 2–6, 5–7 |